# Szabla Kilińskiego
Szabla Kilińskiego – najwyższe odznaczenie rzemieślnicze, ustanowione uchwałą nr 9 z dnia 25 czerwca 1998 roku przez Kongres Rzemiosła Polskiego.

## Charakterystyka
Jest to replika karabeli polskiej z XVIII w. wykonana w skali 1:1, przyznawana wraz z miniaturką oraz legitymacją.
Nadawana jest rzemieślnikom (członkom organizacji samorządu rzemiosła) m.in. za wybitne zasługi dla rozwoju rzemiosła polskiego i propagowanie jego osiągnięć w kraju i za granicą, inicjatywę, zaangażowanie i ofiarną działalność w organach statutowych rzemiosła i małej przedsiębiorczości, zwłaszcza szczebla krajowego.
Odznakę nadaje Kapituła, składająca się z członków Zarządu ZRP, pod przewodnictwem Prezesa Zarządu Związku Rzemiosła Polskiego